# Богдановское (Харьковская область)
Богда́новское (укр. Богданівське; до 2016 г. Жовтне́вое) — село, Жовтневый сельский совет, Двуречанский район, Харьковская область, Украина.
Код КОАТУУ — 6321881001. Население по переписи 2001 года составляет 969 (446/523 м/ж) человек.
Является административным центром Жовтневого сельского совета, в который не входят другие населённые пункты. Раньше в совет входил посёлок Гряниковка.

## Географическое положение
Село Богдановское находится на расстоянии в 1 км от реки Оскол (левый берег), село вытянуто вдоль балки Колодная на 7 км, по балке протекает пересыхающий ручей, рядом с селом проходит железная дорога, ближайшая станция Гряниковка (2 км), возле села большие лесные массивы (сосна).

## История
- 1929 — дата основания.
- 2016 — село Жовтневое переименовано в Богдановское.

## Экономика
- В селе есть молочно-товарная ферма.

## Объекты социальной сферы
- Жовтневый детский сад.
- Школа.

## Достопримечательности
- Братская могила советских воинов. Похоронено 19 воинов.

## Экология
- В 2-х км от села проходит аммиакопровод.